# Zhang Dan
Zhang Dan (張丹S; Harbin, 4 ottobre 1985) è un'ex pattinatrice artistica su ghiaccio cinese medaglia d'argento in coppia con Zhang Hao alle Olimpiadi di Torino 2006. Vanta inoltre tre medaglie d'argento e un bronzo vinti ai campionati mondiali.

## Biografia
Zhang Dan e Zhang Hao, che non sono fra loro imparentati, hanno iniziato a pattinare insieme fin dalla categoria juniores, laureandosi nel 2001 campioni del mondo e vincendo nuovamente il titolo due anni dopo. Tra i successi della loro carriera giovanile vantano anche due medaglie d'oro alla Finale Grand Prix juniores.
Nel 2002 hanno debuttato nella categoria senior partecipando ai Campionati dei Quattro continenti, vincendo subito la medaglia di bronzo. Lo stesso anno prendono parte anche alle Olimpiadi di Salt Lake City 2002 piazzandosi undicesimi. Continuando a gareggiare con una serie di ottime prestazione, nel 2005 vincono per la prima volta i Campionati dei Quattro continenti e in seguito conquistano il terzo posto ai Mondiali di Mosca 2005.
Zhang Dan e Zhang Hao si presentano tra i favori per il podio alle Olimpiadi di Torino 2006. Provando a realizzare in finale un quadruplo salto salchow, Dan cade violentemente sul ghiaccio infortunandosi a una gamba. La giuria concede quattro minuti di sospensione e successivamente la coppia riesce a portare a termine la loro routine vincendo la medaglia d'argento.
Nel loro prosieguo di carriera la coppia di pattinatori continua a collezionare una serie di medaglie a livello internazionale, fra cui tre medaglie d'argento ai campionati mondiali e il secondo oro ai Campionati dei Quattro continenti. Partecipano anche alla loro terza Olimpiade in occasione dei Giochi di Vancouver 2010 piazzandosi al quinto posto.
Nel corso degli anni Zhang Dan ha avuto un considerevole aumento di altezza, passando da 1,63 m nel 2008 ai quasi 1,70 m di altezza raggiunti nell'agosto 2011. Ciò ha rappresentato un problema per la prosecuzione dell'attività in coppia, e nel maggio 2012 la pattinatrice ha annunciato il suo ritiro. Zhang Hao invece ha continuato a competere insieme a una nuova compagna.

## Palmarès

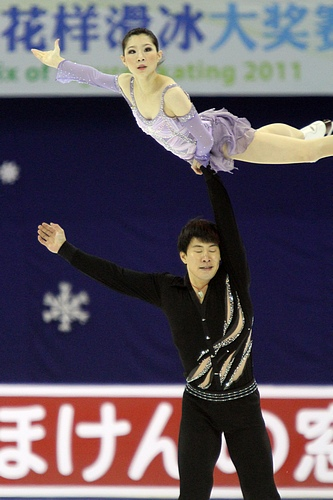
Zhang Dan e Zhang Hao durante la Cup of China 2011

(con Zhang)
| Giochi olimpici                                                                                |    |    | 11º |    |    |    | 2º |    |    |            | 5º |  |    |
| Campionati mondiali                                                                            |    |    | 9º  | 6º | 5º | 3º | 2º | 5º | 2º | 2º         | 5º |  |    |
| Campionati dei Quattro continenti                                                              |    |    | 3º  | 3º | 2º | 1º |    |    | 2º | 3º         | 1º |  |    |
| GP Finale                                                                                      |    |    |     |    | 6º | 5º | 2º | 3º | 2º | 2º         | 6º |  | 4º |
| GP Cup of China                                                                                |    |    |     |    |    | 2º |    |    |    | 1º         | 2º |  | 2º |
| GP Cup of Russia                                                                               |    |    |     |    | 3º | 1º |    |    | 1º | 1º         |    |  |    |
| GP NHK Trophy                                                                                  |    |    |     |    |    |    | 1º | 2º |    |            |    |  |    |
| GP Skate America                                                                               |    |    |     | 4º | 3º | 1º | 1º |    |    |            | 3º |  | 2º |
| GP Skate Canada                                                                                |    |    |     |    |    |    |    | 1º |    |            |    |  |    |
| GP Trophée Eric Bompard                                                                        |    |    |     | 4º | 1º |    |    |    | 1º |            |    |  |    |
| Universiadi                                                                                    |    |    |     |    |    | 1º |    | 1º |    | 1º         |    |  |    |
| Internazionali: categoria Junior                                                               |    |    |     |    |    |    |    |    |    |            |    |  |    |
| Campionati mondiali                                                                            | 4º | 1º |     | 1º |    |    |    |    |    |            |    |  |    |
| JGP Finale                                                                                     | 5º | 1º | 1º  |    |    |    |    |    |    |            |    |  |    |
| JGP Canada                                                                                     | 2º |    |     |    |    |    |    |    |    |            |    |  |    |
| JGP Cina                                                                                       |    | 1º |     | 1º |    |    |    |    |    |            |    |  |    |
| JGP Giappone                                                                                   | 1º |    |     |    |    |    |    |    |    |            |    |  |    |
| JGP Italia                                                                                     |    |    | 1º  |    |    |    |    |    |    |            |    |  |    |
| JGP Norvegia                                                                                   |    | 1º |     |    |    |    |    |    |    |            |    |  |    |
| JGP Svezia                                                                                     |    |    | 1º  |    |    |    |    |    |    |            |    |  |    |
| Nazionali                                                                                      |    |    |     |    |    |    |    |    |    |            |    |  |    |
| Campionati cinesi                                                                              | 2º | 3º | 3º  | 1º | 2º |    |    |    | 1º |            |    |  | 1º |
| Eventi a squadre                                                                               |    |    |     |    |    |    |    |    |    |            |    |  |    |
| World Team Trophy                                                                              |    |    |     |    |    |    |    |    |    | 6 S (1º P) |    |  |    |
| GP = Grand Prix; JGP = Junior Grand Prix; S = risultato della squadra; P = risultato personale |    |    |     |    |    |    |    |    |    |            |    |  |    |